# Bruno Fleischmann
Bruno Fleischmann (* 1580 in Kronach; † 6. Oktober 1639 in Astheim, heute Volkach) war von 1615 bis 1620 Rektor und Prior im Kartäuserkloster in Erfurt. Danach leitete er von 1620 bis zu seinem Tod das Kloster in Astheim. 

## Astheim vor Fleischmann
Das 16. Jahrhundert war in den Klöstern vom Aufstieg der Reformation geprägt. Nachdem beide Klöster 1525 durch die Ereignisse im Deutschen Bauernkrieg in Mitleidenschaft gezogen worden war, begann Prior Jodokus Heß in Astheim mit dem Wiederaufbau. Später versetzte man ihn nach Erfurt, um den Konvent neu zu beleben. Unter Heß’ Nachfolgern wurden die zerstörten Bauwerke in Astheim wieder hergestellt. Unter Ludwig Hager wurden sogar neue Bauprojekte, wie der Bau eines repräsentativen Torbogens, in Angriff genommen und die Klosterkirche erneuert. Außerdem konnten bedeutende Schriftsteller für den Konvent gewonnen werden.
Probleme bereitete der Kartause dann die unter dem Würzburger Fürstbischof Julius Echter von Mespelbrunn vorangetriebene Gegenreformation. Der Bischof verweigerte nämlich 1599 die Erneuerung des bischöflichen Schutzbriefes für die, katholischen, Astheimer Kartäuser. Erst eine Intervention des Hauses Schwarzenberg sorgte für die Ausstellung des Briefes. Eventuell hielt der Bischof eine Bevorzugung der Kartäuser nicht länger für nötig.

## Leben
Bruno Fleischmann wurde in der fränkischen Stadt Kronach geboren, die als nördlichster Teil des Hochstifts Bamberg eine katholische Hochburg darstellte. Über die Familie des späteren Priors schweigen die Quellen, wahrscheinlich handelte es sich um angesehene Bürger der Stadt. Der junge Bruno besuchte wohl eine Lateinschule, ehe es ihn nach Würzburg zog. An der örtlichen Universität studierte Fleischmann das ius civile (lat. Zivilrecht) und hatte zu diesem Zeitpunkt noch nicht den Plan gefasst, einem Mönchsorden beizutreten.
Am 10. August 1606 legte er seine Profess im Kartäuserkloster Astheim ab, das etwa 20 Kilometer vor der Stadt Würzburg lag. Er stieg innerhalb des Klosters schnell auf, auch weil der Konvent aus nur wenigen Mönchen bestand. Im Jahr 1612 wurde Bruno bereits Vikar. Im Jahr 1615 berief ihn das Generalkapitel nach Erfurt in die dortige Dependance des Ordens. Die Kartause Erfurt war in einem schlechten Zustand, es gab nicht genügend Mönche, um selbstständig den Prior wählen zu können.
Nach dem Tod des Priors Ludwig Hager in Astheim wählten die dortigen Mönche dann den Erfurter Prior, der aus ihrem Konvent stammte. Bruno Fleischmann kehrte zurück und wurde am 30. Juli 1620 in Astheim installiert. Bald übernahm er auch wichtige Funktionen für seinen Orden, so wurde er 1623 zum Konvisitator, 1629 zum Visitator der Rheinprovinz ernannt. Zugleich fungierte er als Spezialkommissär in der Rheinprovinz und in Oberdeutschland. In dieser Funktion brachte er 1631 auch die, zeitweise von lutherischen Pfarrern betreute, Kartause Christgarten zum Orden zurück und setzte deren erste Prioren ein.
Der Streit zwischen den beiden Konfessionen hatte bereits seit 1618 den Dreißigjährigen Krieg ausgelöst, der zu Beginn der 1630er in Gestalt der protestantischen Schweden auch in Mainfranken begann. Fleischmann versteckte zusammen mit seinem Konvent die Wertsachen des Klosters und floh mit den Inhabern der höheren Klosterämter am 16. Oktober 1631 in seine Geburtsstadt Kronach. Die Kartause erhielt nach dem schwedischen Einfall 1632 einen weltlichen Administrator, der die Besitzungen der Kartäuser auszuplündern begann.
Über die Exilzeit des Astheimer Priors kursierten bereits unter den Zeitgenossen mehrere Geschichten, weil die versteckten Schätze den Besatzern schließlich in die Hände fielen. So soll Fleischmann erfahren haben, dass die schwedische Königin Maria Eleonora von Coburg aus nach Würzburg aufbrach. Er verkleidete sich als Musikant, es gelang ihm, sich der Königin zu nähern und ihr das Versprechen abzunehmen, die Kartause zu verschonen. Auf dem Weg nach Würzburg wurde er aber verraten und kehrte nach Kronach zurück.
Eine andere Erzählung geht davon aus, dass der Prior einige Verwandte über das Versteck des Schatzes informierte. Diese gingen zusammen mit Bruno Fleischmann nach Astheim und konnten einige Stücke nach Kronach mitnehmen. Außerdem hieß es der Astheimer Mainmüller hätte über den einzigen Mitwisser einem Verwandten erzählt, der ihn den Schweden verriet. Die folterten daraufhin den letzten Kartäuser in Astheim, Valentin, bis er das Versteck preisgab.
Im Jahr 1634 reiste Fleischmann unerkannt nach Würzburg und erhielt einen Schutzbrief durch den kaiserlich-katholischen Feldherren Ottavio Piccolomini. Daraufhin konnte Fleischmann die Kartause im Jahr 1635 wieder in Besitz nehmen. Der Prior ließ die Schäden schätzen, entstanden waren Zerstörungen im Wert von 100.000 Reichsthalern. Zugleich bestand der Konvent nur noch aus vier Mönchen und die Kartause musste weiterhin Kriegsgeld an den Würzburger Fürstbischof zahlen. Am 6. Oktober 1639 starb Bruno Fleischmann und wurde in der größeren Kapelle beigesetzt.